# Accent phonétique
L'accent phonétique recoupe une notion propre à la phonétique et à la phonologie qu'on oppose à celle, courante, d'accent tout court au sens de « particularité de diction ou de prononciation » (sens que l'on entend quand on dit « les Québécois / les Marseillais / les Burkinabés ont un charmant accent »).
L'accent phonétique se manifeste par une modification de la hauteur[réf. nécessaire] d'une ou de plusieurs syllabes d'un mot (accent de hauteur) ou par une augmentation de l'intensité de la voix qui accompagne une ou plusieurs syllabes (accent tonique).